# ترینچرا (کلرادو)
ترینچرا (به انگلیسی: Trinchera) یک منطقهٔ مسکونی در ایالات متحده آمریکا است که در شهرستان لاس انیماس، کلرادو واقع شده‌است. ترینچرا ۱٬۷۶۵ متر بالاتر از سطح دریا واقع شده‌است.